# Zuführtechnik
Zuführtechnik ist der Oberbegriff für alle technischen Einrichtungen, die in der industriellen Produktion eingesetzt werden, um als Schüttgut vorliegende Produkte oder Werkstücke an den Ort zu befördern, an dem sie geprüft, weiterverarbeitet oder in größere Strukturen integriert werden.

## Komponenten
In den Bereich Zuführtechnik gehören Systeme zum Bevorraten, Sortieren, Transportieren und Vereinzeln von als Schüttgut vorliegenden Produkten (Werkstücken). Es handelt sich dabei insbesondere um Komponenten wie
- Vorratsbunker (Vibrations- oder Bandbunker)
- Bunkerelevatoren (Steilförderer)
- Vibrationswendelförderer
- Wendelgleitförderer
- Flächenspeicher
- Stufenförderer
- Linearschwingförderer
- Transportbänder
- Vereinzelungssysteme
- Wellenförderer
- Trommelförderer

## Verwendung
Die einzelnen Komponenten werden vorrangig dazu eingesetzt, um Werkstücke in geordneter Ausrichtung weiterführenden Verarbeitungsprozessen wie einer Montageanlage zuzuführen und lagerichtig bereitzustellen.
Hierbei wird die Sortierung und Ausrichtung der Teile meist mit einem Vibrationswendelförderer oder Stufenförderer durchgeführt.
Dagegen dienen die anderen Komponenten der Bevorratung des Schüttguts bzw. der Weiterführung und Bereitstellung der geordneten Werkstücke.

## Flexible Zuführtechnik
Von flexibler Zuführtechnik spricht man, wenn Erfassung und Erkennung von Bauteilen, meist mittels Kamera, und der Teilegriff mittels Roboter erfolgen. Im Unterschied zum Griff in die Kiste erfolgt bei der flexiblen Zuführung der Griff des Roboters auf vorsortierte Bauteile auf einem Flipband oder einer Rüttelplatte.